# Jakobuskirche (Bernhausen)

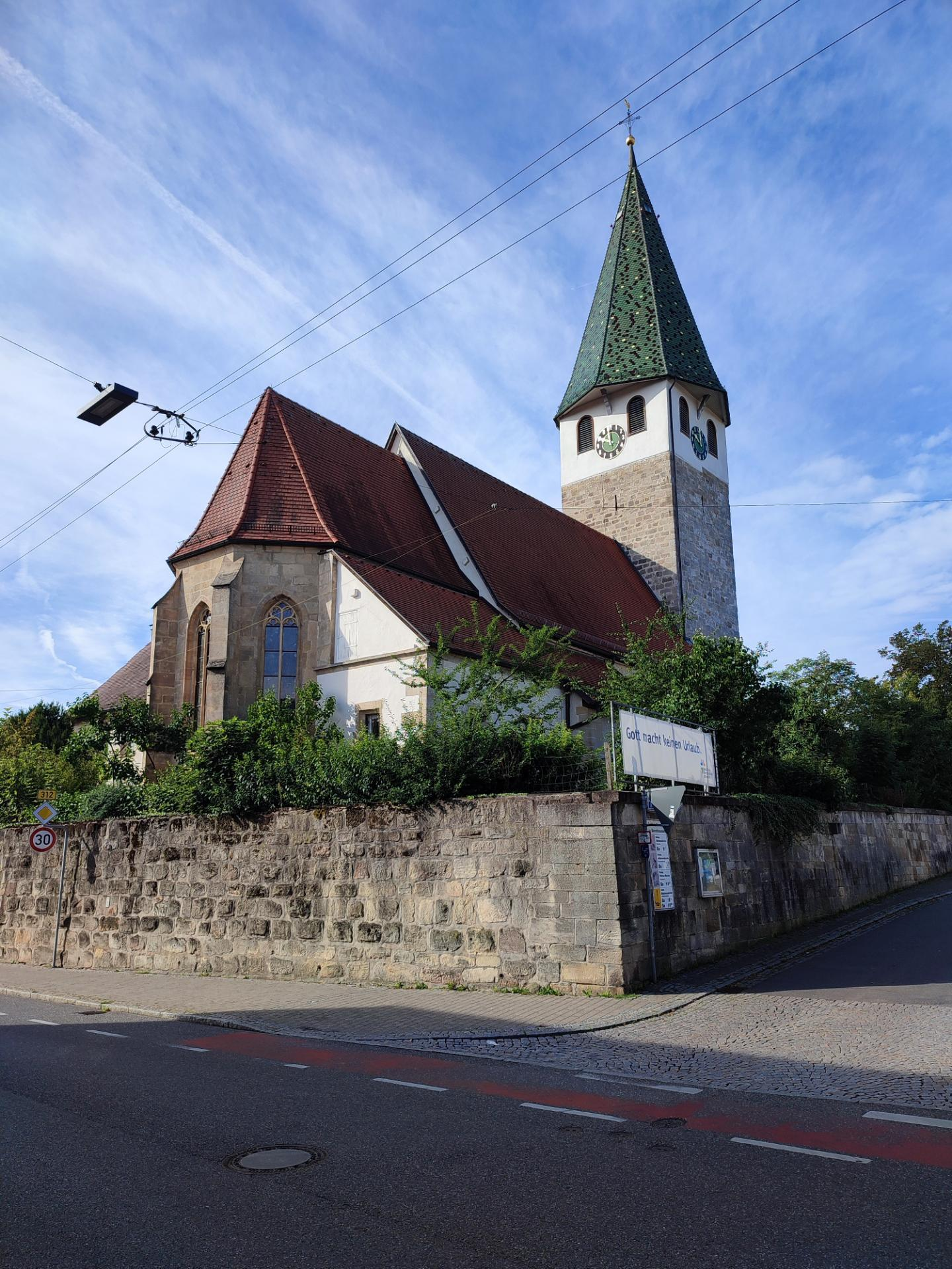
Jakobuskirche in Bernhausen

Die evangelische Jakobuskirche steht in Bernhausen, einem Ortsteil der Großen Kreisstadt Filderstadt im Landkreis Esslingen in Baden-Württemberg. Das Bauwerk ist beim Landesamt für Denkmalpflege Baden-Württemberg als Baudenkmal eingetragen. Die Kirchengemeinde gehört zum Kirchenbezirk Bernhausen der Evangelischen Landeskirche in Württemberg.

## Beschreibung

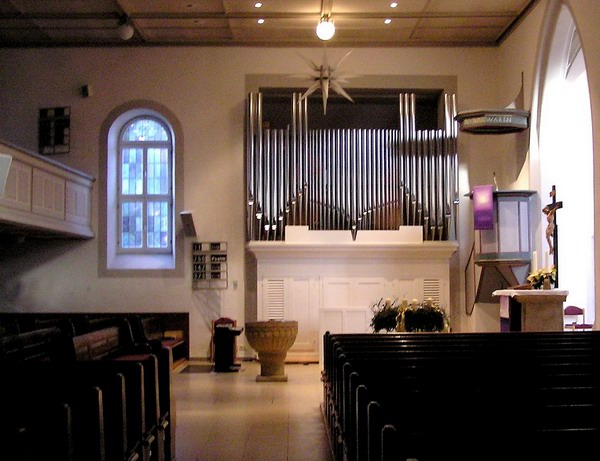
Innenraum mit Orgel

Die spätgotische Saalkirche besteht aus einem Langhaus, einem eingezogenen, dreiseitig geschlossenen Chor im Osten, der von Strebepfeilern gestützt wird, und einem Kirchturm im Westen, der aus der Achse des Langhauses nach Norden verschoben ist. 1956 wurde ein südlicher Querarm angebaut. Das oberste Geschoss des Kirchturms beherbergt die Turmuhr und den Glockenstuhl mit fünf Kirchenglocken. Darauf wurde 1680 ein achtseitiges Zeltdach auf Knaggen gesetzt.
Der Innenraum des Langhauses ist mit einer Flachdecke überspannt, der des Chors mit einem Sterngewölbe.
Die Orgel wurde 1958/59 von Orgelbau Friedrich Weigle gebaut, 2007 um-/teilneugebaut und bekam dabei einen neuen Prospekt. Sie verfügt seitdem über 22 Register auf zwei Manualen und Pedal.